# Аль-Амір
Мансур аль-Амір бі-Акіміллах (*31 грудня 1096 —7 жовтня 1130) — ісмаїлітський халіф у 1101—1130 роках.

## Життєпис
Походив з династії Фатімідів. Син аль-Мусталі. Був зовсім малим, коли після смерті батька у 1101 році успадкував трон. З огляду на це фактичним володарем залишився візир Шаханшах ібн Бадр.
Водночас цей період позначений боротьбою з Єрусалимським королівством за прибережні та палестинські володіння. 1102 року фатімідські війська зазнали поразки від хрестоносців у битві при Аскалоні, але того ж року зуміли перемогти у битві при Рамлі. У 1104 році було втрачено міста Акку і Сарепту. У 1105 році війська на чолі із Шаханшахом зазнали поразки у Другій битві при Рамлі. Після цього було втрачено місто Аскалон і Йоппе. У 1110 році було залишено Бейрут, 1111 року — Сайду. У 1115 році вдалося не допустити вторгнення хрестоносців до Синайського півострова.
У 1121 році халіф аль-Амір, якому наскучила тривала опіка Шаханшаха, наказав убити його, після чого справи стали швидко занепадати. Самостійно аль-Амір володарював безладно, допускаючи численні прояви свавілля і жорстокості. У 1130 році його було вбито під час прогулянки змовниками-нізаритами. Владу успадкував двоюрідний брат аль-Хафіз.